# Flavia Company i Navau
Flavia Company i Navau   (Buenos Aires, 27 de setembre de 1963) és una escriptora, periodista i traductora que viu a Catalunya des de l'any 1973. Ha treballat també com a crítica literària, professora de tallers literaris i presentadora de televisió (BTV), però la seva trajectòria professional destaca per la seva literatura. Com a escriptora, cultiva l'assaig, el conte, la prosa poètica i la novel·la. És professora a l'Escola d'Escriptura de l'Ateneu Barcelonès i del Màster de Creació Narrativa de la Universitat Pompeu Fabra. És una de les veus més inclassificables de la literatura actual.

## Biografia
El 27 de setembre de l'any 1963 va ser el seu naixement. L'any 1990 es trasllada a la Ràpita, una ciutat que més tard retratarà en el seu llibre "Retrat de la Ràpita", il·lustrat per la pintora i amiga seva, Rosa Querol. A partir del 1995, viu entre la Ràpita i Barcelona, on impartirà tallers literaris tant per a nens com per a adults. Durant aquest temps també ha col·laborat com a crítica literària al diari La Vanguardia i El Periódico de Catalunya. Llicenciada en Filologia Hispànica per la Universitat Autònoma de Barcelona, ha estudiat piano i l'apassiona navegar en el seu veler, el Proteo. El juny de 2018 va emprendre un viatge al voltant del món, sense data ni lloc de tornada, durant el qual va decidir deixar de signar amb el seu nom i iniciar l'ús d'heterònims sortits dels personatges de les seves novel·les. El primer heterònim és Haru a 2020 i segueix amb Andrea Mayo a 2021. Respecte a aquesta evolució poden llegir-se les reflexions de la mateixa autora al seu bloc. Actualment col·labora amb el diari espanyol La Vanguardia. La seva obra ha estat traduïda a l'anglès, francès, portuguès, italià, polonès, alemany i danès.

### Novel·les en català
- La planta carnívora. Ed. Proa (2021). Signat amb heterònim: Andrea Mayo
- Ja no necessito ser real. Univers Llibres, 2020. Signat amb heterònim: Haru

- Magôkoro. Catedral, 2019.
- Haru. Catedral, 2016.
- Segona pell. Proa, 2013.
- Que ningú no et salvi la vida. Ed. Proa, 2012.
- L'illa de l'última veritat. Ed. Proa, 2010.
- Negoci Rodó. Ed. Columna, 2005.
- Melalcor. Edicions 62, 2000.
- Ni tu, ni jo, ni ningú. Premi Documenta 1997. Edicions 62, 1998.
- Llum de Gel. Edicions El Mèdol, 1996.
- L'apartament. MobilBook/Salón Náutico, 2006.

### Novel·les en castellà
- La planta carnívora. Editorial Comba, 2021. Firmado con heterónimo: Andrea Mayo
- Dame placer. Editorial Comba, 2021.
- Ya no necesito ser real. Catedral, 2020. Firmado con heterónimo: Haru

- Magôkoro. Catedral, 2019.
- Haru. Catedral, 2016.
- Querida Nélida, reedició en Ediciones La Palma, Colección EME, 2016.
- Que nadie te salve la vida. Lumen, 2012. (Editorial El Ateneno, 2020)
- La isla de la última verdad. Lumen, 2011.
- La mitad sombría. DVD Ediciones, 2006. (Editorial Evaristo, 2020)
- Ni tú, ni yo, ni nadie. Ed. Muchnik, 2002.
- Melalcor. Ed. Muchnik, 2000.
- Dame placer. Ed. Emecé, 1999. (Editorial Comba, 2021)
- Luz de hielo. Bassarai Ediciones, 1998.
- Saurios en el asfalto. Ed. Muchnik, 1997.
- Círculos en acíbar. Ed. Montesinos, 1992.
- Fuga y contrapuntos. Ed. Montesinos, 1989.
- Querida Nélida. Ed. Montesinos, 1988.

### Relats en català
- Al teu rotllo. Ed. Cruïlla, 2015.
- No em ratllis. Ed. Cruïlla, 2013.
- L'apartament. MobilBook/Salón Náutico, 2006.
- Viatges Subterranis. Ed. El Mèdol, 1993.

### Relats en castellà
- Trastornos literarios. Ed. Páginas de Espuma, 2011. (Reedició revisada amb texts inèdits.)
- Con la soga al cuello. Ed. Páginas de Espuma, 2009.
- Género de Punto. Ed. El Aleph, 2003.
- Trastornos Literarios. Ed. DeBolsillo, 2002.
- Viajes subterráneos. Bassarai Ediciones, 1997.

### Prosa poètica
- Retrat de la Ràpita. En català. Amb il·lustracions de la pintora Rosa Querol. Edició de l'Ajuntament de la Ràpita, 1996.

### Poesia
- La dimensión del deseo por metros cuadrados, Poesía completa. Editorial Comba, 2021.
- Volver antes que ir, Edición Stendhal Books, 2017

- Yo significo algo. Stendhal Books, 2016.
- Volver antes que ir. En castellà. Eugenio Cano Editor, Madrid, 2012.

### Literatura infantil en català
- Societat Kyoto. Ed. Cruïlla, 2019.
- El llibre de les preguntes. Ed. Cruïlla, 2016.
- Dona-hi la volta. Ed. Cruïlla, 2016.
- Els Ambigú i el cas de l'estàtua. Ed. Cruïlla. Col. El Vaixell de Vapor, 2010.
- Un perill sota el mar. Ed. Cruïlla. Col. El Vaixell de Vapor, 2009.
- Estels Vermells. Ed. Cruïlla. Col. El Vaixell de Vapor, 2008.
- Gosigatades. Ed. Animallibres, 2007.
- L'espai desconegut. Ed. Cruïlla. Col. El Vaixell de Vapor, 2006.
- El missatge secret. Ed. Cruïlla. Col. El Vaixell de Vapor, 2004.
- L'illa animal. Ed. Cruïlla. Col. El Vaixell de Vapor, 2003.
- El llibre màgic. Ed. Cruïlla. Col. El Vaixell de Vapor, 2001.

### Obra pròpia traduïda a altres llengües
- L'issola dell'ultima verità (L'illa de l'última veritat) Traducció a l'italià, Itàlia. Edizioni E/O, 2013. Traducció de Stefania Maria Ciminelli.
- Com a soga do pescoço (Con la soga al cuello) Traducció al portuguès, Brasil. Ed. Cubzac, 2011. Traducció de Luís Carlos Cabral.
- Die Insel der letzten Wahrheit (L'illa de l'última veritat) Traducció a l'alemany, Ed.Berlin Verlag, 2011. Traducció de Kirsten Brandt.
- A mitade sombria(La mitad sombría) Traducció al portuguès, Brasil. Ed. Cubzac. Enero 2008. Traducció d'Ana Lima Cecilio.
- "Diario", del llibre de contes Género de Punto. Seleccionat per l'antologia "Crossing Barcelona", traduït a l'alemany, 2007. Ed. Sammlung Luchterland. Traducció de Hanna Grzimek.
- Viajes subterráneos, contes. Traducció al polonès. 1999.
- Ni tú ni jo ni ningú, traducció per l'autora del català al castellà. Ed. El Aleph, 2003.
- Dame Placer, traducció a l'holandés, Ed. De Geus, (2002).
- Dá-me Prazer, traducció al portuguès de Serafim Ferreira, Ed. Difel, 2001.
- Donne-moi du plaisir, traducció al francès de Claude Bleton, Ed. Flammarion, 2001.
- Luz de Hielo (novel·la; traducció per l'autora al castellà de Llum de Gel,). Ed. Bassarai, 1998.
- Viajes subterráneos (contes; traducció al castellà de Viatges Subterranis, per Ignacio Navau, amb la revisió i les correccions de l'autora.) Ed. Bassarai, 1997.

### Antologies
- Mar de pirañas. Nuevas voces del microrrelato español (Ed. Fernando Valls), Menoscuarto, 2012, ISBN 978-84-96675-89-6.